# Il ritorno di Simon Templar
Il ritorno di Simon Templar (Return of the Saint) è una serie televisiva britannica in 24 episodi trasmessi per la prima volta nel corso di una sola stagione dal 1978 al 1979. È il remake della serie degli anni sessanta Il Santo e si basa sul personaggio letterario di Simon Templar nato nel 1928 dalla penna di Leslie Charteris. La serie è conosciuta in Italia anche con il titolo Il ritorno del Santo.

## Trama
Simon Templar è un indipendente, un po' misterioso, giustiziere conosciuto come "Il Santo" che vaga per il mondo cercando di fare del bene e di rendere giustizia. Templar viaggia in Gran Bretagna e in Europa, aiutando la gente che incontra, anche se è spesso convocato da conoscenti del passato. La serie prende in prestito un paio di elementi narrativi dal suo predecessore. Ogni episodio inizia con Simon che introduce l'episodio agli spettatori, e le sequenze pre-crediti si concludono con un'aureola animata che appare sopra la testa di Templar.

## Personaggi
- Simon Templar (24 episodi, 1978-1979), interpretato da	Ian Ogilvy.
- detective Caufield (2 episodi, 1978), interpretato da	Norman Eshley.
- Oscar West (2 episodi, 1979), interpretato da	Edward Brayshaw.
- Bernadotti (2 episodi, 1979), interpretato da	John Hallam.
- Vic (2 episodi, 1979), interpretato da	Prentis Hancock.
- Annabelle (2 episodi, 1979), interpretata da	Gayle Hunnicutt.
- George Duchamp (2 episodi, 1979), interpretato da	Stratford Johns.
- Pancho (2 episodi, 1979), interpretato da	Leon Lissek.
- medico legale (2 episodi, 1979), interpretato da	Cyril Luckham.
- capitano Finnigan (2 episodi, 1979), interpretato da	Joe Lynch.
- ispettore Lebec (2 episodi, 1979), interpretato da	Derren Nesbitt.
- Genevieve (2 episodi, 1979), interpretata da	Michelle Newell.
- Franklyn (2 episodi, 1979), interpretato da	Wensley Pithey.
- Mrs. Cloonan (2 episodi, 1979), interpretata da	Peggy Thorpe-Bates.

## Produzione
La serie, basata sui romanzi di Leslie Charteris, fu prodotta da Incorporated Television Company. Le musiche furono composte da Brian Dane.
La serie è un revival de Il Santo, una lunga serie TV degli anni sessanta interpretata da Roger Moore nel ruolo di Templar. Una delle differenze sostanziali tra le due serie è che l'originale era stata per lo più girata in studi o location inglesi (anche se ambientata in tutto il mondo), mentre molti episodi del remake sono stati girati e prodotti in location in tutta Europa. La musica fu scritta da John Scott e, come l'ultima stagione a colori della produzione precedente, incorporò il tema originale che era stato precedentemente usato nei film e nella serie radiofonica.
Secondo Burl Barer nella sua storia del Santo, la serie era stata originariamente concepita come un seguito con protagonista il figlio del Santo, con Ogilvy identificato nel ruolo del figlio di Simon Templar. Poco prima dell'inizio delle riprese, si decise poi di abbandonare l'idea del seguito e di creare la serie sul personaggio originale, anche se aggiornato alla fine degli anni settanta.
A differenza della precedente serie, Il ritorno di Simon Templar non adatta storie originali di Leslie Charteris, tuttavia alcuni episodi (come The Imprudent Professor e Collision Course) furono riadattati come romanzi accreditati a Charteris ma scritti da altri. L'adattamento di Collision Course, reintitolato Salvage for the Saint, fu pubblicato nel 1983 (anni dopo la conclusione della serie) e fu il 50º e ultimo romanzo della serie del Santo, iniziata negli anni 20. I due episodi di Collision Course furono anche montati insieme a formare un film per la televisione intitolato poi The Saint and the Brave Goose.

### Registi
Tra i registi della serie sono accreditati:
- Leslie Norman (5 episodi, 1978-1979)
- Peter Sasdy (5 episodi, 1978-1979)
- Jeremy Summers (3 episodi, 1978)
- Charles Crichton (2 episodi, 1978-1979)
- Roy Ward Baker (2 episodi, 1978)
- Cyril Frankel (2 episodi, 1979)

## Distribuzione
La serie fu trasmessa nel Regno Unito dal 1978 al 1979 sulla rete televisiva Independent Television. In Italia è stata trasmessa su Rai 1 dal 1979 con il titolo Il ritorno del Santo. Per l'edizione italiana trasmessa dalla Rai vennero create appositamente due canzoni originali: la sigla iniziale Taking It Easy, cantata dagli Oliver Onions e quella finale Feeling Blue, cantata da Jack Basehart (nome d'arte di Jackie Basehart), ossia il figlio di Richard Basehart e Valentina Cortese.
Alcune delle uscite internazionali sono state:
- nel Regno Unito il 10 settembre 1978 (Return of the Saint)
- in Francia il 30 settembre 1979 (Le retour du Saint)
- negli Stati Uniti il 21 dicembre 1979 (Return of the Saint)
- in Spagna, Venezuela (El regreso del Santo)
- in Italia (Il ritorno del Santo)

## Episodi
| Stagione       | Episodi | Prima TV UK |
| -------------- | ------- | ----------- |
| Prima stagione | 24      | 1978-1979   |